# БТ-8
БТ-8 је совјетски лаки тенк из Другог светског рата.

## Историја
Без искуства у производњи тенкова, 1930. СССР се окренуо увозу: из Британије је увезено 8 амфибијских лаких тенкова (Карден Лојд Модел 1931), 30 средњих тенкова (Модел Е и Мк II) и 26 танкета (Мк VI). Убрзо су набављена и два тенка Кристи из САД. Брзи тенк Кристи послужио је као основа за серију брзих тенкова БТ. Последња верзија из 1938. био је БТ-8 (БТ-7М) са дизел-мотором. 

## Карактеристике
БТ-8 био је једини са дизел мотором у целој БТ серији, наоружан против-тенковским топом калибра 45 mm, са једним спрегнутим, једним ПВ и још једним задњим митраљезом ДТ од 7.62 mm (укупно 3). Оклоп је био заварен (без закивака) и нагнут (на куполи). Иако оптерећена куполом за двојицу и релативно тешким оклопом, серија БТ 5-8 била је брза и тешко наоружана. Способност кретања на точковима (без гусеница) на дуге стазе показала се током борби против Јапанаца 1939. У тренутку када су стављени на најтежу пробу, 1941, били су већ застарели и жртва лошег совјетског одржавања.